# 臨蔡侯
臨蔡侯（りんさいこう）は、中国の前漢時代、紀元前110年から紀元前104年まで置かれた列侯である。臨蔡は当時の河内郡にあり、今の河南省周口市淮陽区臨蔡鎮に名を残す。

## 歴史
前漢の武帝のとき、元鼎6年（紀元前111年）に南越の相呂嘉をとらえた功績で、翌元封元年（紀元前110年）閏月癸卯に都稽（孫都）が初めて封じられた。臨蔡は河内郡にあり、封戸は千戸。
孫都の死後、子の孫襄が継いだ。孫襄は太初元年（紀元前104年）に南越の旧都番禺を襲撃した罪で死に、臨蔡侯は断絶した。